# Дискография PnB Rock
Дискография американского музыкального исполнителя PnB Rock состоит из двух студийных альбомов, пяти микстейпов и более девятнадцати синглов.

## Альбомы

### Студийные альбомы
| Название               | Детали                                                                  | Высшая позиция в чарте | Высшая позиция в чарте | Высшая позиция в чарте | Высшая позиция в чарте | Высшая позиция в чарте |
| Название               | Детали                                                                  | US                     | US R&B/ HH             | US Rap                 | CAN                    | NLD                    |
| ---------------------- | ----------------------------------------------------------------------- | ---------------------- | ---------------------- | ---------------------- | ---------------------- | ---------------------- |
| Catch These Vibes      | - Выпущен: 17 ноября 2017 - Лейбл: Atlantic - Формат: Цифровая загрузка | 17                     | 7                      | 6                      | 66                     | —                      |
| TrapStar Turnt PopStar | - Выпущен: 3 мая 2019 - Лейбл: Atlantic - Формат: Цифровая загрузка     | 4                      | 2                      | 1                      | 14                     | 73                     |

### Микстейпы
| Название                                    | Детали                                                                                  | Высшая позиция в чарте | Высшая позиция в чарте | Высшая позиция в чарте | Сертификация    |
| Название                                    | Детали                                                                                  | US                     | US R&B/ HH             | US Rap                 | Сертификация    |
| ------------------------------------------- | --------------------------------------------------------------------------------------- | ---------------------- | ---------------------- | ---------------------- | --------------- |
| Real N*gga Bangaz                           | - Выпущен: 24 июня, 2014 - Лейбл: Вне лейбла - Формат: Цифровая загрузка                | —                      | —                      | —                      |                 |
| RnB 2                                       | - Выпущен: 10 февраля, 2015 - Лейбл: Вне лейбла - Формат: Цифровая загрузка             | —                      | —                      | —                      |                 |
| RnB 3                                       | - Выпущен: 30 октября, 2015 - Лейбл: Atlantic, Empire - Формат: Цифровая загрузка       | —                      | —                      | —                      |                 |
| Money, Hoes & Flows (совместно с Fetty Wap) | - Выпущен: 12 июля, 2016 - Лейбл: Вне лейбла - Формат: Цифровая загрузка                | —                      | —                      | —                      |                 |
| GTTM: Goin Thru the Motions                 | - Выпущен: 13 января, 2017 - Лейбл: Atlantic, Empire - Формат: Винил, цифровая загрузка | 28                     | 10                     | 7                      | - RIAA: золотой |
| SoundCloud Daze                             | - Выпущен: 28 января 2022 - Лейбл: Atlantic - Формат: CD, цифровая загрузка             | —                      | —                      | —                      |                 |

## Мини-альбомы
| Название                | Детали                                                                               |
| ----------------------- | ------------------------------------------------------------------------------------ |
| 2 Get You Thru the Rain | - Выпущен: 10 декабря 2021 - Лейбл: Atlantic - Формат: Цифровое скачивание, стриминг |

## Синглы

### В качестве ведущего исполнителя
| «Fleek»                                                                                  | 2015 | —  | —  | —  | —  |                        | Внеальбомные синглы                |
| «Trust Issues» (при участии Yakki Divioshi)                                              | 2016 | —  | —  | —  | —  |                        | Внеальбомные синглы                |
| «Selfish»                                                                                | 2016 | 51 | 21 | 16 | —  | - RIAA: 2 × платиновый | GTTM: Goin Thru the Motions        |
| «Playa No More» (при участии A Boogie wit da Hoodie и Куэйво)                            | 2016 | —  | —  | —  | —  |                        | GTTM: Goin Thru the Motions        |
| «New Day»                                                                                | 2016 | —  | —  | —  | —  |                        | GTTM: Goin Thru the Motions        |
| «Gang Up» (совместно с Young Thug, 2 Chainz и Wiz Khalifa)                               | 2017 | —  | —  | —  | —  | - RIAA: золотой        | The Fate of the Furious: The Album |
| «Horses» (совместно с Kodak Black и A Boogie wit da Hoodie)                              | 2017 | —  | —  | —  | —  | - RIAA: платиновый     | The Fate of the Furious: The Album |
| «Feelins»                                                                                | 2017 | —  | —  | —  | —  |                        | Catch These Vibes                  |
| «Issues» (при участии Russ)                                                              | 2017 | —  | —  | —  | —  |                        | Catch These Vibes                  |
| «ABCD (Friend Zone)»                                                                     | 2018 | —  | —  | —  | —  |                        | TrapStar Turnt PopStar             |
| «Nowadays»                                                                               | 2018 | —  | —  | —  | —  |                        | TrapStar Turnt PopStar             |
| «I Like Girls» (при участии Lil Skies)                                                   | 2019 | —  | 48 | —  | 39 | - RIAA: золотой        | TrapStar Turnt PopStar             |
| «Fendi» (при участии Ники Минаж и Murda Beatz)                                           | 2019 | —  | —  | —  | —  |                        | Внеальбомные синглы                |
| «Ordinary» (при участии Pop Smoke)                                                       | 2020 | —  | —  | —  | —  |                        | Внеальбомные синглы                |
| «Rose Gold» (при участии King Von)                                                       | 2020 | —  | —  | —  | —  |                        | Внеальбомные синглы                |
| «Forever Never» (при участии Swae Lee & Pink Sweat$)                                     | 2021 | —  | —  | —  |    |                        | Внеальбомные синглы                |
| «Luv Me Again»                                                                           | 2022 | —  | —  | —  |    |                        | Внеальбомные синглы                |
| «—» обозначает запись, которая не попала в чарт или не была выпущена на этой территории. |      |    |    |    |    |                        |                                    |

### В качестве приглашённого исполнителя
| Название                                                                      | Год  | Высшая позиция в чарте | Высшая позиция в чарте | Высшая позиция в чарте | Высшая позиция в чарте | Высшая позиция в чарте | Высшая позиция в чарте | Высшая позиция в чарте | Высшая позиция в чарте | Высшая позиция в чарте | Высшая позиция в чарте | Сертификации                                                          | Альбом                        |
| Название                                                                      | Год  | US                     | US R&B/HH              | AUS                    | FIN                    | HUN                    | IRE                    | NZ                     | SCO                    | SWE                    | UK                     | Сертификации                                                          | Альбом                        |
| ----------------------------------------------------------------------------- | ---- | ---------------------- | ---------------------- | ---------------------- | ---------------------- | ---------------------- | ---------------------- | ---------------------- | ---------------------- | ---------------------- | ---------------------- | --------------------------------------------------------------------- | ----------------------------- |
| «She So Bad» (Deejay Ant при участии Santos, Reese Rel и PnB Rock)            | 2014 | —                      | —                      | —                      | —                      | —                      | —                      | —                      | —                      | —                      | —                      |                                                                       | Внеальбомные синглы           |
| «A Long Way» (Quilly при участии PnB Rock и Every Ave)                        | 2015 | —                      | —                      | —                      | —                      | —                      | —                      | —                      | —                      | —                      | —                      |                                                                       | Внеальбомные синглы           |
| «Unlimited» (Ca$Hpassion при участии PnB Rock)                                | 2016 | —                      | —                      | —                      | —                      | —                      | —                      | —                      | —                      | —                      | —                      |                                                                       | CA$HPASSION                   |
| «Your Style» (Dimitrios Politis при участии PnB Rock)                         | 2016 | —                      | —                      | —                      | —                      | —                      | —                      | —                      | —                      | —                      | —                      |                                                                       | Внеальбомный сингл            |
| «Jiggy» (Young Zona при участии PnB Rock)                                     | 2016 | —                      | —                      | —                      | —                      | —                      | —                      | —                      | —                      | —                      | —                      |                                                                       | Trapped                       |
| «Da Gang» (PnB Chizz при участии PnB Rock)                                    | 2016 | —                      | —                      | —                      | —                      | —                      | —                      | —                      | —                      | —                      | —                      |                                                                       | Внеальбомные синглы           |
| «Sleepin» (2Milly при участии PnB Rock)                                       | 2016 | —                      | —                      | —                      | —                      | —                      | —                      | —                      | —                      | —                      | —                      |                                                                       | Внеальбомные синглы           |
| «Party at 1» (Nizzy при участии PnB Rock)                                     | 2016 | —                      | —                      | —                      | —                      | —                      | —                      | —                      | —                      | —                      | —                      |                                                                       | Внеальбомные синглы           |
| «Ain’t S**t» (Mone Yukka при участии PnB Rock)                                | 2016 | —                      | —                      | —                      | —                      | —                      | —                      | —                      | —                      | —                      | —                      |                                                                       | Внеальбомные синглы           |
| «Everyday We Lit» (YFN Lucci при участии PnB Rock)                            | 2016 | 33                     | 12                     | —                      | —                      | —                      | —                      | —                      | —                      | —                      | —                      | - RIAA: золотой                                                       | Long Live Nut                 |
| «How It Go!» (Yung 187 при участии PnB Rock)                                  | 2016 | —                      | —                      | —                      | —                      | —                      | —                      | —                      | —                      | —                      | —                      |                                                                       | Внеальбомный сингл            |
| «Cross Me» (Ed Sheeran при участии Chance the Rapper и PnB Rock)              | 2019 | 25                     | —                      | 5                      | 9                      | 12                     | 10                     | 6                      | 11                     | 13                     | 4                      | - RIAA: золотой - MC: платиновый - BPI: платиновый - ARIA: платиновый | No.6 Collaborations Project   |
| «Leave Em Alone» (Layton Greene и Lil Baby при участии City Girls и PnB Rock) | 2019 | 60                     | 29                     | —                      | —                      | —                      | —                      | —                      | —                      | —                      | —                      | - RIAA: золотой                                                       | Control the Streets, Volume 2 |
| «Bad Vibes Forever» (XXXTentacion при участии Trippie Redd и PnB Rock)        | 2019 | —                      | —                      | —                      | —                      | —                      | —                      | —                      | —                      | —                      | —                      |                                                                       | Bad Vibes Forever             |

## Другие песни с чартов
| Название                                                                                 | Год  | Высшая позиция в чарте | Высшая позиция в чарте | Высшая позиция в чарте | Сертификации    | Альбом                 |
| Название                                                                                 | Год  | US                     | US R&B/HH              | NZ Hot                 | Сертификации    | Альбом                 |
| ---------------------------------------------------------------------------------------- | ---- | ---------------------- | ---------------------- | ---------------------- | --------------- | ---------------------- |
| «Too Many Years» (Kodak Black при участии PnB Rock)                                      | 2016 | —                      | 42                     | —                      | - RIAA: золотой | Lil B.I.G. Pac         |
| «Lovin'» (при участии A Boogie wit da Hoodie)                                            | 2017 | —                      | —                      | —                      |                 | Catch These Vibes      |
| «Middle Child» (при участии XXXTentacion)                                                | 2019 | 91                     | 37                     | 18                     |                 | PopStar Turnt TrapStar |
| «—» обозначает запись, которая не попала в чарт или не была выпущена на этой территории. |      |                        |                        |                        |                 |                        |

## Другие гостевые участия
| Название             | Год  | Другие исполнители             | Альбом                                                        |
| -------------------- | ---- | ------------------------------ | ------------------------------------------------------------- |
| «Deep End»           | 2016 | Monty                          | Zoo 16: The Mixtape                                           |
| «When I Dab (Remix)» | 2016 | Ken Masters                    | Внеальбомные синглы                                           |
| «Might Be (Remix)»   | 2016 | DJ Luke Nasty                  | Внеальбомные синглы                                           |
| «All Day»            | 2016 | Кевин Харт, Lil Yachty         | Kevin Hart: What Now? (The Mixtape Presents Chocolate Droppa) |
| «Okay, Fine»         | 2017 | Jay Critch                     | Внеальбомный сингл                                            |
| «Balance»            | 2017 | Рой Вудс, dvsn                 | Say Less                                                      |
| «Whatchu Gon Do»     | 2017 | Lil Baby, Marlo                | 2 The Hard Way                                                |
| «S.W.I.N.G»          | 2018 | Tory Lanez, Трей Сонгз         | Love Me Now?                                                  |
| «she ready»          | 2018 | Lil Yachty                     | Lil Boat 2                                                    |
| «Jump Out That»      | 2018 | Skinnyfromthe9                 | It’s An Evil World                                            |
| «Keys To My Ride»    | 2018 | 24hrs                          | B4 Xmas                                                       |
| «Options»            | 2019 | Fabolous, Гуччи Мейн, 2 Chainz | Summertime Shootout 3                                         |
| «Like Me»            | 2020 | Pop Smoke                      | Meet the Woo 2 (Deluxe)                                       |
| «Backseat»           | 2020 | Pop Smoke                      | Shoot for the Stars, Aim for the Moon (Deluxe)                |
| «Get What You Want»  | 2021 | DDG, OG Parker                 | Die 4 Respect                                                 |
| «Razor»              | 2021 | Belly, Gunna                   | See You Next Wednesday                                        |

### Комментарии
1. ↑  "Gang Up" не попал в чарт Billboard Hot 100, но был на 13 месте в чарте Bubbling Under Hot 100 Singles chart.[25]
2. ↑  "Gang Up" не попал в чарт Billboard Hot R&B/Hip-Hop Songs, но был на 4 месте в чарте Bubbling Under R&B/Hip-Hop Singles.[26]
3. ↑  "Horses" не попал в чарт Billboard Hot 100, но был на 9 месте в чарте Bubbling Under Hot 100 Singles.[25]
4. ↑  "Horses" не попал в чарт Billboard Hot R&B/Hip-Hop Songs, но был на 4 месте в чарте Bubbling Under R&B/Hip-Hop Singles chart.[26]
5. ↑  "I Like Girls" не попал в чарт Billboard Hot 100, но был на 7 месте в чарте Bubbling Under Hot 100 Singles.[25]
6. ↑  "Bad Vibes Forever" не попал в чарт Billboard Hot 100, но был на 12 месте в чарте Bubbling Under Hot 100 Singles.[55]
7. ↑  "Too Many Years" не попала в чарт Billboard Hot 100, но была на 1 месте в чарте Bubbling Under Hot 100 Singles.[25]
8. ↑  "Lovin'" не попала в чарт Billboard Hot 100, но заняла 16 место в чарте Bubbling Under Hot 100 Singles.[25]
9. ↑  "Lovin'" не попала в чарт Billboard Hot R&B/Hip-Hop Songs, но заняла 3 место в чарте Bubbling Under R&B/Hip-Hop Singles.[26]